# لغة مولدة

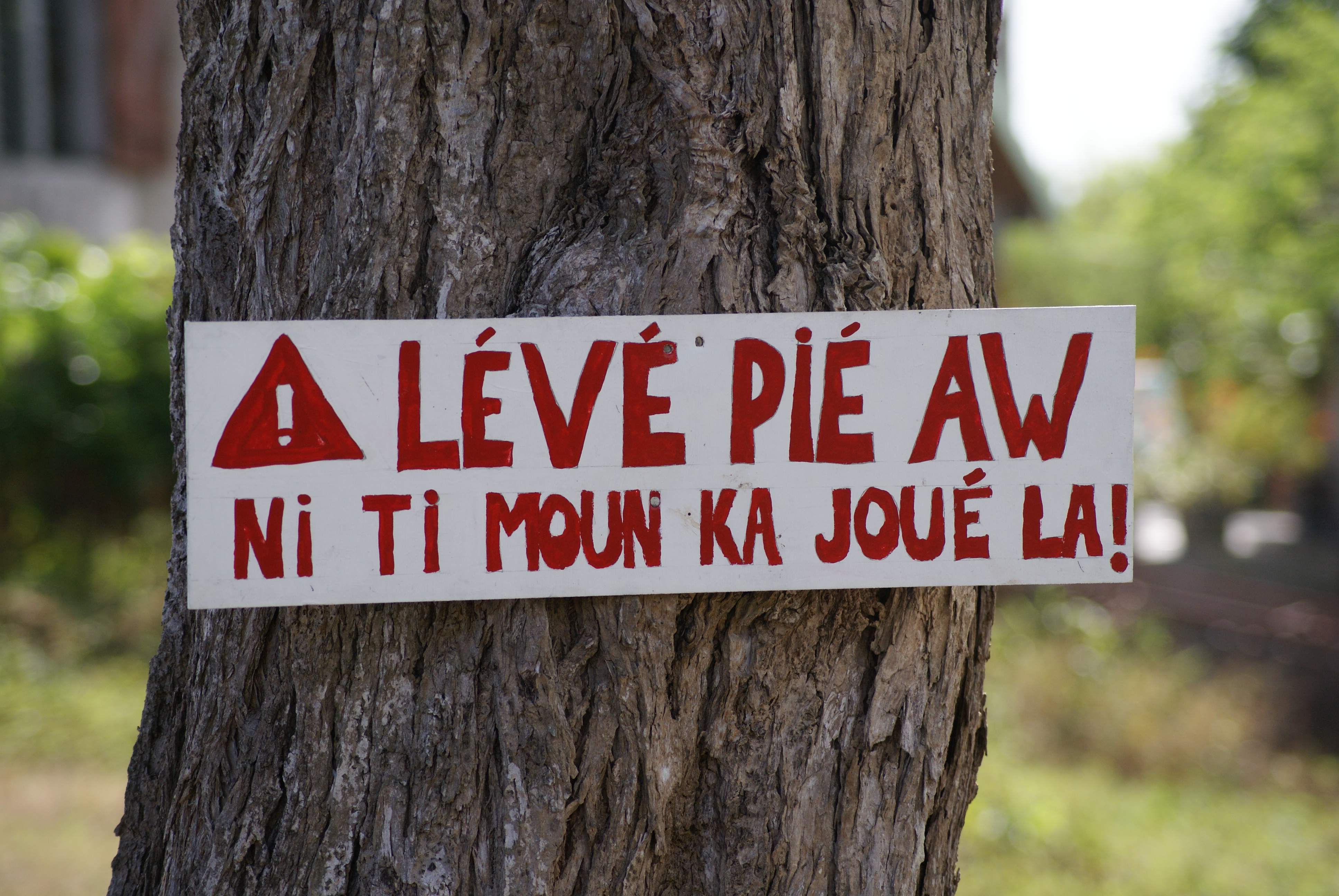

اللغة المولَّدة أو اللغة الكريولية هي اللغة التي توجد من تخالط بعض اللغات وغدت لغة طبيعية. من أشهرها الكريولية الهايتية وكذلك توك بيسين وهيري موتو اللتان تنتشرا في بابوا غينيا الجديدة.

## وصلات خارجية
- قاموس لويزيانا الكريولي (بالإنجليزية)
- جمعية اللغويات الهجينة والكريولية (SPCL) (بالإنجليزية)
- المجموعة الأوروبية لأبحاث اللغات الكريولية (بالفرنسية)
- جمعية اللغويات الكاريبية (SCL) (بالإنجليزية)